# Edward Schafer
Pour les articles homonymes, voir Schafer.
Edward Thomas Schafer dit Ed Schafer, né le 8 août 1946 à Bismarck (Dakota du Nord), est un homme politique américain. Membre du Parti républicain, il est gouverneur du Dakota du Nord entre 1992 et 2000 puis secrétaire à l'Agriculture entre 2008 et 2009 dans l'administration du président George W. Bush.

## Biographie
Fils de Harold Schafer, un homme d'affaires, Ed Schafer est né et a passé son enfance à Bismarck (Dakota du Nord). Sa sœur, Pam Schafer, est l'épouse du sénateur démocrate Kent Conrad. Ed Schafer est marié et a deux enfants.
Diplômé d'un MBA de l'université de Denver, Ed Schafer travaille pour Gold Seal Company, filiale de l'entreprise paternelle.

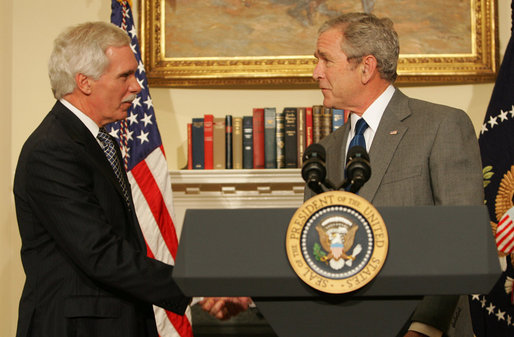
Edward Schafer et George W. Bush, le 31 octobre 2007.

En 1990, il tente de se faire élire au Congrès des États-Unis. Avec 35 % des voix, il est battu par le représentant démocrate sortant Byron Dorgan, qui recueille 65 % des suffrages.
En 1992, il est élu gouverneur du Dakota du Nord par 58 % des voix et est réélu en 1996 avec 66 % des votes. Président de l'association des gouverneurs républicains, il renonce à solliciter un nouveau mandat en 2000 et retourne dans le secteur privé.
En 2004, il décline l'invitation du Parti républicain à se présenter contre le sénateur Byron Dorgan.
Le 31 octobre 2007, il est nommé secrétaire à l'Agriculture par George W. Bush en remplacement de Mike Johanns, démissionnaire.
Sa nomination est validée par le Sénat le 28 janvier 2008. Il reste en poste jusqu'au changement d'administration, le 20 janvier 2009.